# Old Customs House

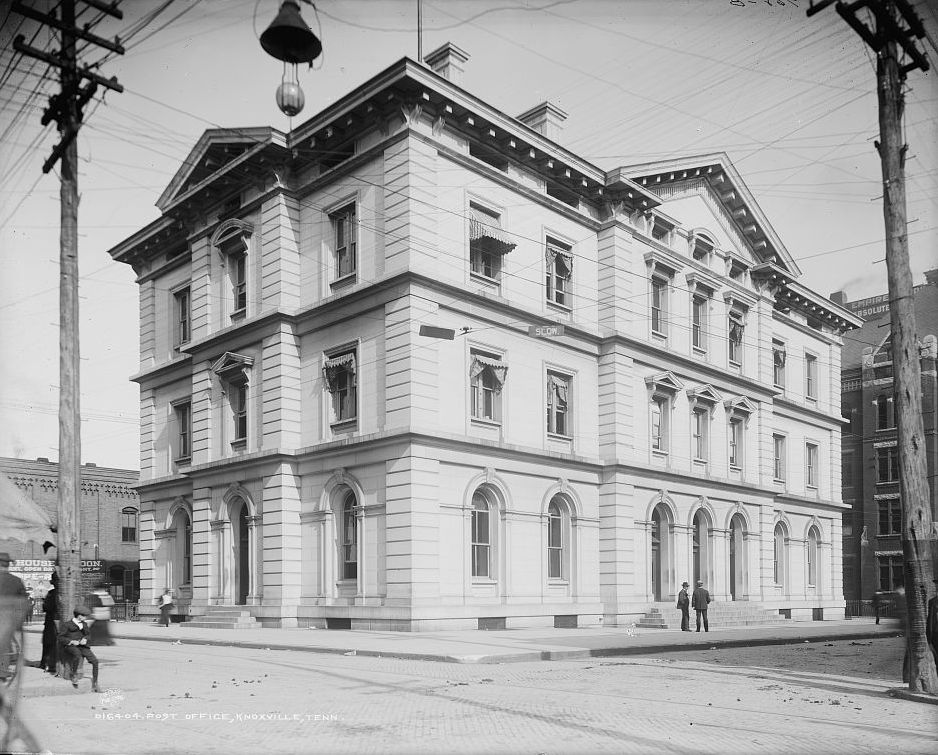
La Old Customs House fotografata dalla Detroit Publishing Company nei primi anni del '900.

La Old Customs House, anche chiamata Old Post Office, è un edificio storico situato all'angolo tra Clinch Avenue e Market Street a Knoxville, nello stato del Tennessee, Stati Uniti. 
Completato nel 1874, era il primo edificio federale della città. Ospitava le corti federali, uffici delle tasse e ufficio postale fino al 1933. Dal 1936 al 1976, era usato dalla Tennessee Valley Authority come sede. Ampliato nel 2004, l'edificio ospita attualmente il East Tennessee History Center, che include la Lawson McGhee Library's Calvin M. McClung Historical Collection, gli archivi della contea di Knox, il museo e il quartier generale della East Tennessee Historical Society. Questo edificio è stato inserito nel National Register of Historic Places per la sua importanza architettonica.

## Design
La Old Customs House è un edificio in stile Italico rinforzato in marmo dell'East Tennessee. I lisci muri esteriori sono in contrasto con le immorsature rustiche agli angoli dell'edificio. L'aula principale al terzo piano è notevole per i suoi dettagli neoclassici. Gran parte degli interni sono stati modificati.

## Storia
La Customs House è situata su quello che originariamente era il lotto 11 dell'estensione di Knoxville del 1795 di James White. Una mappa di Knoxville del 1871 mostra la proprietà come un parco aperto circondato da poche e piccole case.

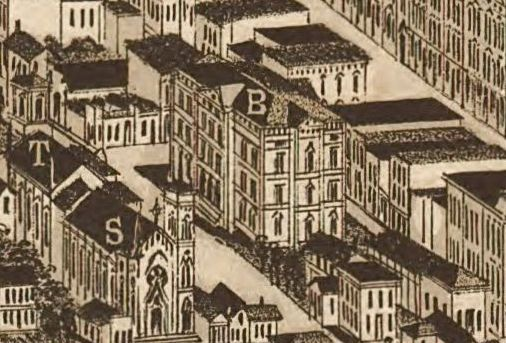
La Old Customs House, come appariva nel 1886.

Durante gli anni '50 dell'Ottocento, molte città mandarono delle petizioni al Congresso per provvedere alla costruzione di corti di giustizia e uffici postali. Il Congresso provvide a finanziare soltanto edifici con funzioni giuridiche e postali, quindi il soprannome "Customs House" era usato al posto di "courthouse" o "post office". Il Congresso era visto come più flessibile nel concedere finanziamenti alle costruzioni se le tasse raccolte dalle importazioni straniere erano legate ai progetti, dal momento che aumentavano il reddito.
Il Congresso originalmente si appropriò dei fondi per la Customs House di Knoxville nel 1856, e si riappropriò del finanziamento nel 1869. La costruzione della parte originale della Customs House (all'angolo di Clinch e il mercato), disegnata dal capo architetto del governo dell'U.S. Alfred B. Mullett (1834–1890), iniziò nel 1871 e fu completata nel 1874. Il primo piano era utilizzato come un ufficio postale, mentre il secondo e il terzo piano erano utilizzati per la corte federale e uno spazio ufficio per vari uffici federali, ossia ispettori postali, agenti delle pensioni, ufficiali di corte, e gli ufficiali delle entrate.
Dato che la popolazione di Knoxville si è quadruplicata nel tardo diciannovesimo secolo, l'accresciuta attività postale ha lasciato la Customs House criticamente sovraffollata, sebbene l'edificio sia stato allargato nel 1910. Un documento del governo del 1913 descrive l'edificio “pulito e ben tenuto”, con un “ampio e spazioso” ufficio per gli impiegati postali. Il documento affermava che l'edificio aveva un proprio impianto a vapore per il riscaldamento, e usava l'elettricità proveniente dalla Knoxville Railway & Light Company.
Gli abitanti di Knoxville continuarono la crescita rendendo la Customs House insufficiente per i bisogni postali della città e venne costruito un nuovo edificio postale sulla strada principale nel 1934. La proprietà della Customs House fu trasferita nella nuova Tennessee Valley Authority (TVA) per utilizzarla come spazio per gli uffici. Assieme alla Customs House, TVA ha mantenuto gli uffici nel vicino Arnstein Building e nel Daylight Building sulla Union Avenue. Seguendo il completamento delle torri di TVA nel 1976, la proprietà della Customs House fu trasferita a Knox County per essere usata dalla libreria Lawson McGhee della storica collezione di Calvin M. McClung, e gli archivi di Knox County.
Nel 1980, la East Tennessee Historical Society (ETHS), che stava utilizzando lo staff e le attrezzature dell'ufficio in cui era conservata la collezione di McClung, si spostò nella Customs House, e costruì il centro storico a est del Tennessee. La società inizialmente usava il secondo piano della Customs House, ma si trasferì al primo piano nel 1992. La società aprì il museo della storia dell'East Tennessee l'anno seguente. Nel 2000 il corridoio del secondo piano dell'edificio fu nominato "Deaderick Hall" in onore del bibliotecario Lucile Deaderick (1914–2006).
Nel 2004, il progetto di BarberMcMurry dell'estensione orientale alla Customs House fu completato, allargando la struttura sulla lunghezza della Clinch Avenue dal mercato alla Gay street. Questo nuovo complesso conosciuto come East Tennessee History Center, include il quartiere generale di ETHS, il museo sella storia dell'East Tennessee, la collezione storica di Calvin M. McClung, e gli archivi di Knox County. La vecchia Customs House è dipinta nel logo di ETHS.